# Mojstrana
Mojstrana – zwarta osada w gminie Kranjska Gora w dolinie Savy Dolinki pod drogą Jesenice – Kranjska Gora, przy zbiegu Savy Dolinki i (Triglavskiej) Bistricy. Przy ostatniej w stronę południowo-zachodnie otwiera się dolina lodowcowa Vrata. W skład osady wchodzą przysiółki Šraj, Ros i Peričnik.
We wsi odbija droga na południe przez Przełęcz Kosmačevą (Kosmačev preval, 847 m) między płaskowyżem Mežaklą i górami triglavskimi do doliny Zgornjej Radovnej, stamtąd zaś w lodowcowe doliny Krmę i Kot.
Mojstrana była po raz pierwszy wzmiankowana w 1763-97 jako Moistrana. Sufiks -ana wskazuje, że nazwa jest romańskiego lub przedromańskiego pochodzenia. Rdzeń *mojstr- prawdopodobnie jest związany z friulskim majostre - „truskawka, borówka”, nawiązując przez to do obszaru bogatego w truskawki lub borówki.
Rozwój wsi jest związany z wytapianiem żelaza i pokładami rudy żelaza w pobliżu, a także z cementownią, która upadła po I wojnie światowej. Dzisiaj mieszkańcy zajmują się chowem zwierząt, związanym z letnim górskim pasterstwem, oraz pracą w miejscowym przemyśle metalowym, leśnym i tekstylnym i w Jesenicach. W pobliżu jest mała elektrownia wodna. Ważna jest turystyka, jest tu centralny punkt startowy do wycieczek po Julijcach i Karawankach, obok wsi jest trasa narciarska z wyciągiem.
Wartymi obejrzenia zabytkami są kościół św. Klemensa z XVII wieku, Triglavskie ZBiory Muzealne, olbrzymi wiejski orzech o obwodzie 470 cm, park Triglavski gaj, domy Šmercova hiša i Ambrožčeva hiša, wysokie wodospady Spodnji i Zgornji Peričnik w dolinie Vrat, pozostałości akweduktu dawnej cementowni, schronisko Aljažev dom v Vratih i pomnik poległym partyzantom-góralom w dolinie Vrat, północna ściana Triglava, lodowiec Zeleni sneg (Zielony Śnieg) i przy nim Przepaść Triglavska.
Mojstrana jest miejscem grobu masowego związanego z II wojną światową. Grób masowy Mlačca (Grobišče Mlačca), znany także jako grób pod Tnalem (grobišče pod Tnalom) znajduje się w lesie na południe od osady, na płaskim terenie w wąwozie około 50 m na zachód od drogi do doliny Radovnej. Zawiera szczątki od 10 do 20 niemieckich żołnierzy i prawdopodobnie także cywilów.
Z Mojstrany pochodzą niektórzy znani słoweńscy sportowcy, skoczek narciarski Janez Polda, narciarze Jure Košir i Alenka Dovžan, wspinaczka sportowa Martina Čufar.

## Galeria

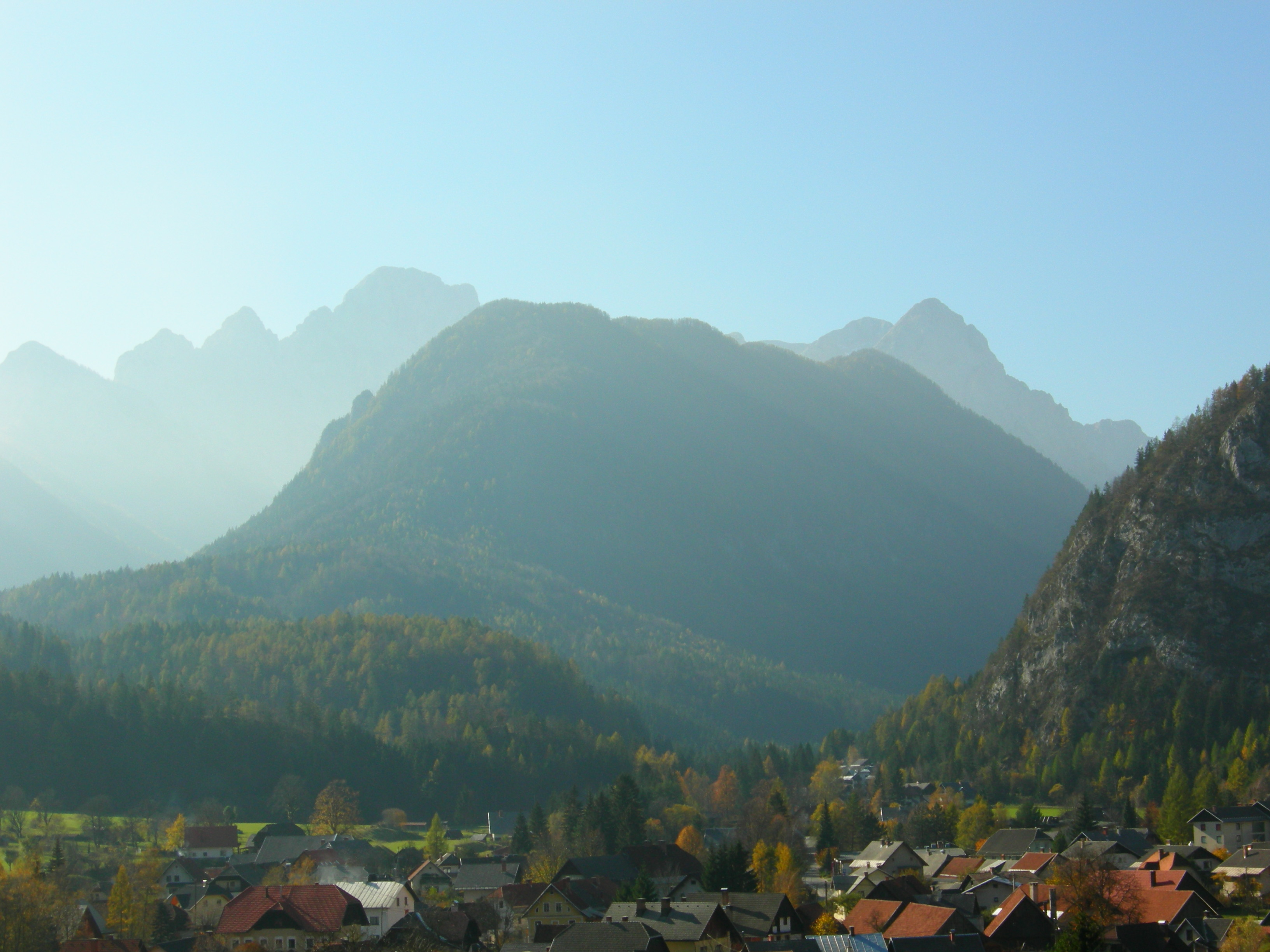
Okoliczne góry, w środku Črna gora
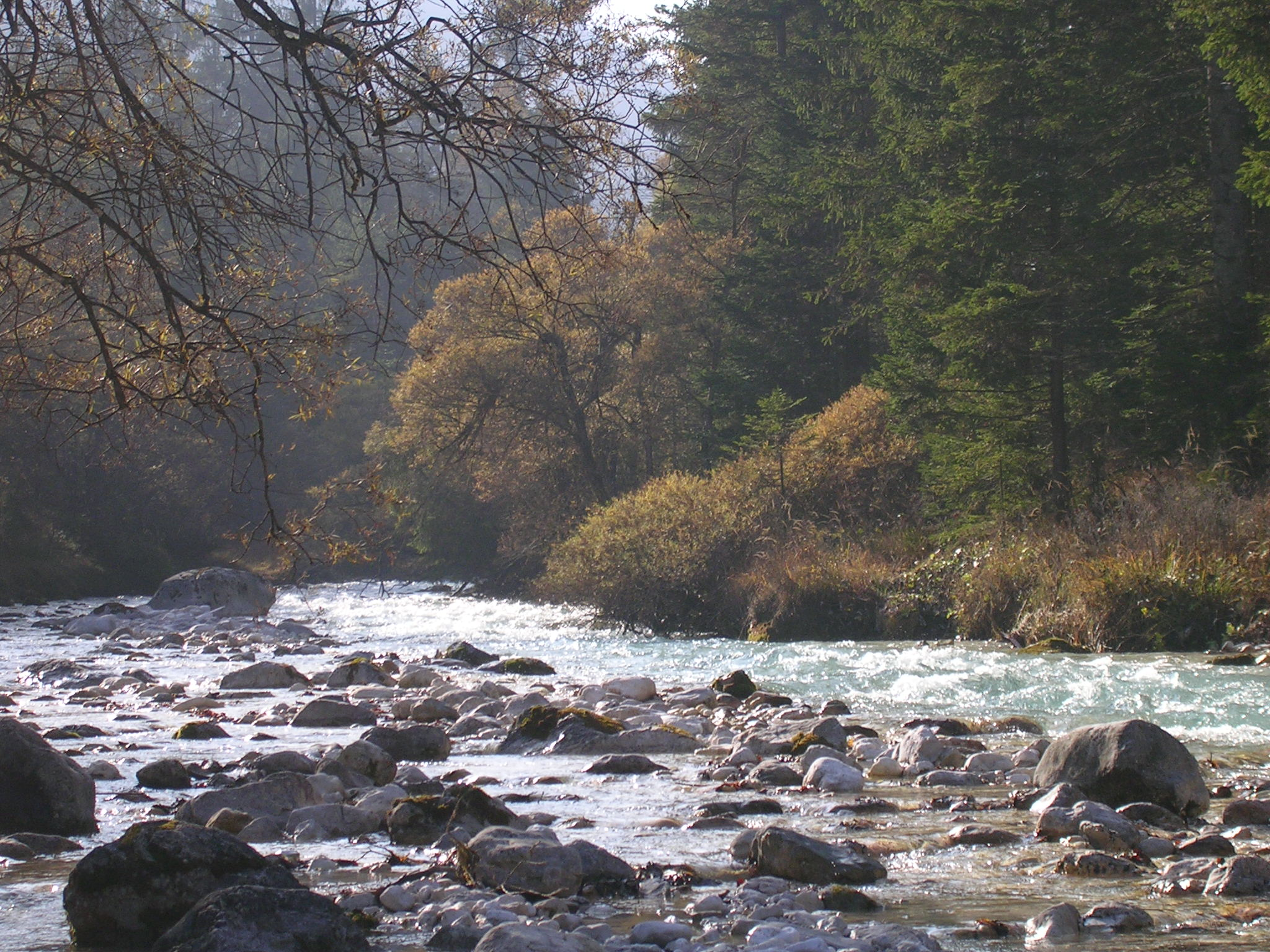
Potok Bistrica
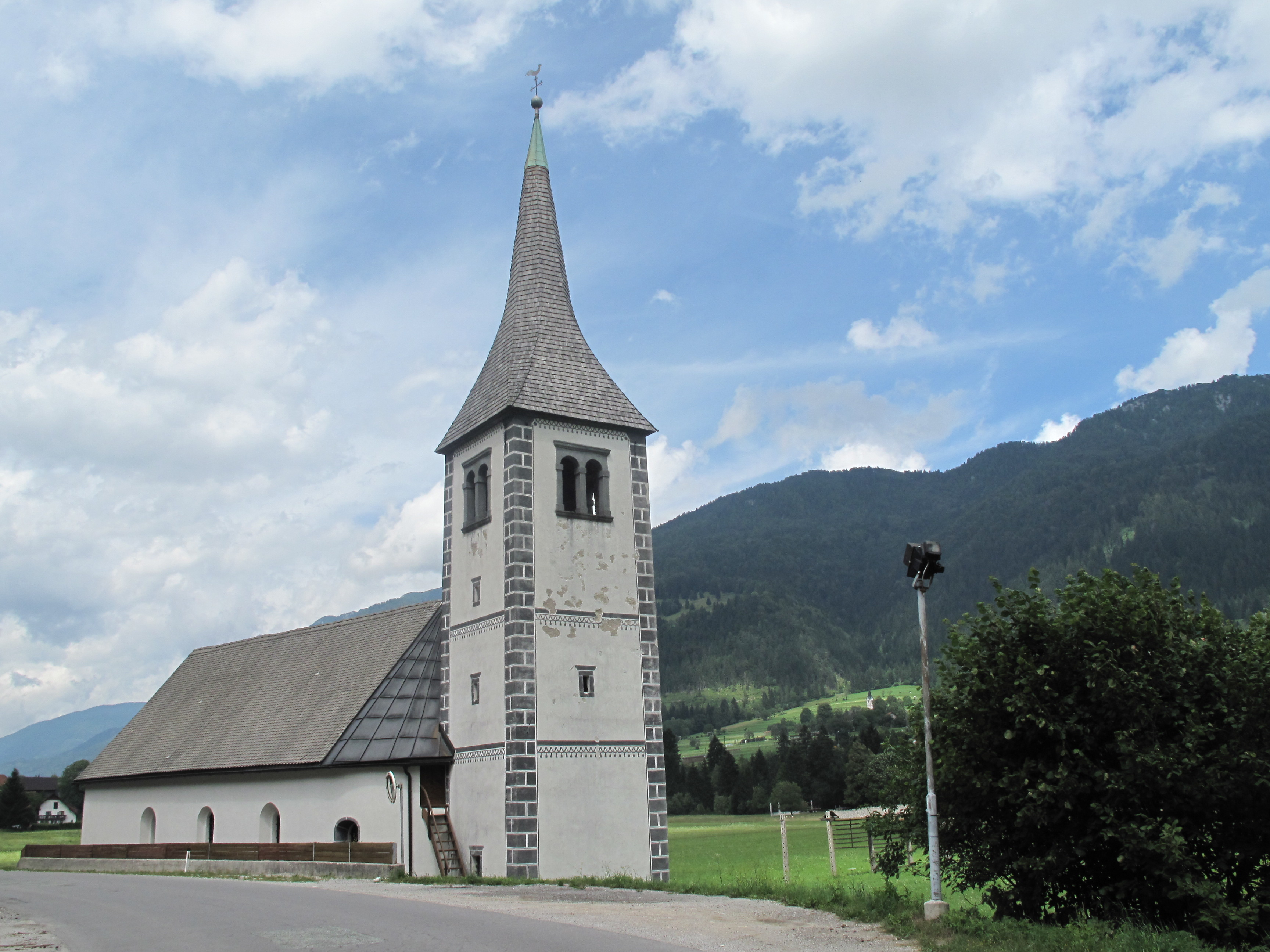
Mojstrana, kościół